# Leones de Yucatán
Les Leones de Yucatán sont un club mexicain de baseball de la Ligue mexicaine de baseball située à Mérida. Les Leones qui comptent trois titres de champions, évoluent à domicile à l'Estadio Kukulcán, enceinte de 16 000 places.

## Palmarès
- Champion de la Ligue mexicaine de baseball (3) : 1957, 1984, 2006
- Vice-champion de la Ligue mexicaine de baseball (3) : 1954, 1989, 2007